# 아팜
아팜(Appam)은 코코넛 밀크와 쌀 반죽으로 만드는 팬케이크의 일종이다. 이 음식은 남인도에서 처음으로 만들어졌으며 스리랑카와 타밀 지방에서도 유명하다.

## 다른 이름
말라얄람어에서는 이 음식을 아팜(Appam)이라고 부른다. 타밀어에서는 아아팜(Aappam)이라고 불리며, 스리랑카 지방에서는 아파(Appa)라고 불린다. 버마 지방에서 아폰(Arpone)이라고 불리기도 한다.

## 같이 보기
- 쿠에
- 아팜 발릭